# Anders Hansen
Anders Hansen (ur. 9 kwietnia 1980 w Hoeng) – duński wioślarz.

## Osiągnięcia
- Mistrzostwa Europy – Poznań 2007 – czwórka bez sternika – 7. miejsce[1].
- Mistrzostwa Europy – Montemor-o-Velho 2010 – ósemka wagi lekkiej – 2. miejsce[1].